# Claudio Suárez
Claudio "El Emperador" Suárez Sánchez (Texcoco, Meksiko, 17. prosinca 1968.) je bivši meksički nogometaš.

## Igračka karijera
Suárez je započeo profesionalnu karijeru 1988. godine u UNAM-u iz Mexico Cityja, gdje je proveo osam godina. U osam godina odigrao je 204 utakmice i postigao 19 pogodaka. Zatim je prešao u Guadalajaru, gdje je igrao četiri sezone, u 144 utakmice postigao je 10 pogodaka. U pet godina igranja za UANL u 143 utakmice postigao je 15 pogodaka. Igračku karijeru završio je 2010. godine u klubu Chivasu USA gdje je igrao od 2006. godine.

## Reprezentativna karijera
Suárez je prvu utakmicu za Meksičku nogometnu reprezentaciju odigrao 1992. godine. Dva puta je nastupio na Svjetskom prvenstvu, prvi puta 1994. godine na prvenstvu u SAD-u i drugi puta 1998. godine u Francuskoj. Četiri puta je nastupio na prvenstvu CONCACAF-a, koje je tri puta osvojio. Pet puta je nastupio na Copa Américi. Za meksičku reprezentaciju odigrao je 178 utakmica i postigao šest pogodaka. Poslije Egipćanina Ahmeda Hassana odigrao je najviše utakmica za nacionalnu reprezentaciju.

## Nagrade

### Meksička nogometna reprezentacija
- FIFA Konfederacijski kup (1): 1999.
- CONCACAF Gold Cup (3): 1993., 1996., 1998.

### Pumas UNAM
- Primera División de México (1): 1990. – 1991.

### Chivas Guadalajara
- Primera División de México (1): 1997.

### Tigres UANL
- InterLiga (1): 2005.

## Vanjske poveznice
- Statistika igrača